# .eu
.eu е национален интернет домейн от първо ниво на Европейския съюз и организациите и гражданите на страните членки. Въведен е на 7 декември 2005 г.

## Начален период
Макар че ЕС не е държава, а международна организация, той получава национален домейн от първо ниво (ccTLD). Има прецеденти за използване на такъв домейн и от други организации, например от НАТО (.nato).
Приоритетните институции (търговски марки, географски имена, имена на компании и т.н.) се записват по време на „началния период“. За регистрация е нужно одобрение по документи за авторските права върху дадена търговска марка. Одобрението се дава от PricewaterhouseCoopers – Белгия, които са акредитирани от EURid. Повечето компании успяват да регистрират своите търговски марки през „началния период“.
Регистрацията е отворена на 7 февруари 2006 г. За първите 15 минути биват регистрирани 27 949 заявки или 71 235 за час.

## Треска за домейни
На 7 април 2006 г. в 11 часа централноевропейско време регистрацията бива отворена за нетърговски представители и лични страници. За първите 4 часа биват регистрирани повече от 700 000 домейна. До юли 2006 .eu наброява над 2 милиона домейна. Той е третият по големина домейн в Европа и седмият международен, догонвайки .info.

## Употреба от институциите на ЕС
За институциите на ЕС е запазен домейнът от второ ниво .europa.eu.